# 호몬혼섬
호몬혼섬(Homonhon Island)은 필리핀 레이테만의 동쪽에 위치한 동사마르주의 섬이다. 20 km 정도 길이를 가진 섬으로 행정구역 상 동사마르주 기완읍(Guiuan, Eastern Samar)의 일부가 되었다. 호몬혼의 북서쪽에는 몬토코난(Montoconan)이라는 작은 섬이 존재한다.

## 역사
페르디난드 마젤란의 세계 일주 도중에 태평양 횡단에서 살아남은 3척의 배는 마리아나 제도를 지나친 후 상륙할 땅이 없어 식량이 바닥난 상태가 되었다. 1521년 3월 16일에 호몬혼섬에 상륙할 당시의 호몬혼섬은 무인도였지만 승무원들은 식량을 모을 수 있었다. 그 후 얼마 지나지 않아 마젤란 탐사대는 리마사와섬의 라자 쿨람부의 작은 배에 발견되어 4월 7일에 세부섬에 인도되었다. 이 때문에 라자 쿨람부는 세부섬의 다투와 동맹을 맺고 있었다고 생각된다.
그들이 호몬혼섬에 도착한 3월 16일은 〈성 나사로 축제〉 기간이며, 이날은 현재 필리핀에 기독교가 전래된 날이다. 섬의 이름은 마젤란이 붙인 것으로, ‘급수에 아주 좋은 섬’이라는 의미를 가진다.

## 바랑가이
- 비타우간(Bitaugan)
- 이나풀랑안(Inapulangan)
- 카구수안(Cagusu-an)
- 카나와욘(Canawayon)
- 카수구란(Casuguran)
- 쿨라시(Culasi)
- 파그바방난(Pagbabangnan)
- 하바그(Habag)